# ليديل إيكليس
ليديل إيكليس (بالإنجليزية: Ledell Eackles)‏ مواليد 24 نوفمبر 1966 في باتون روج، هو لاعب كرة سلة أمريكي معتزل. بدأ مسيرته الاحترافية في سنة 1988. تم اختياره من قبل فريق واشنطن ويزاردز خلال الدرافت. حمل الرقم 21. يبلغ طوله 6 قدم 5 بوصة (2.0 م). اعتزل اللعب في 1998. أحرز خلال مسيرته في الإن بي إيه 4783 نقطة بمعدل 10.8 نقاط في المباراة الواحدة.

## روابط خارجية
- ليديل إيكليس على موقع إن بي أي (الإنجليزية)
- ليديل إيكليس على موقع سبورتس رفرنس (الإنجليزية)
- ليديل إيكليس على موقع كرة السلة الأوروبية.كوم (الإنجليزية)
- ليديل إيكليس على موقع كلية كرة السلة في سبورتس رفرنس.كوم (الإنجليزية)
- ليديل إيكليس على موقع ريلجم (الإنجليزية)
- ليديل إيكليس على موقع بروبوليرز (الإنجليزية)